# 東園自動車教習所
あずまえん自動車教習所（あずまえんじどうしゃきょうしゅうじょ）は、埼玉県新座市堀ノ内にある埼玉県公安委員会指定自動車教習所。身体障害者教習のパイオニアである。
一般財団法人東厚生会（埼玉県新座市）が運営していたが、2019年5月1日、自動車教習所向けのコンサルティング事業を行う株式会社エンカレッジジャパン（東京都港区）が東厚生会の役員を刷新し、経営に参画。2022年、運営者が東厚生会から株式会社あずまえん自動車教習所へ変更。
2025年現在、埼玉県内の公安委員会指定教習所のうち、当校だけが埼玉県指定自動車教習所協会には未加入である。また、指定自動車教習所公正取引協議会にも加盟していない。
「FUJICON」のブランドで身体障害者用運転補助装置を製作するフジオートは、当校の前身における教習生用の装置作りを発祥とする。

## 設立の経緯
長野県小布施町に身体障害者の収容施設「東園」を、交通事故により両足切断の重傷を負った藤森善一が1962年に開設し、付近のリンゴ園で普通乗用車の運転訓練を始めた。「東園」の名前の由来は、藤森善一の出身地であるとともに、財団法人の基本財産提供者である吉家義造の母の出身地でもある長野県東村（現在は須坂市に合併）から来ている。
1964年に財団法人東厚生会として認可され、小布施町を拠点に出張教習をも各地で行った。1966年から東京都府中市・小平市・東久留米市と教習所を順次移転しながら、全国から集まる身体障害者のための事業を続けた。
その後、事業の公益性を認められ、国（当時の労働省）から支援され、1983年に現在地の埼玉県新座市へ教習所を作り、身体障害者運転能力開発訓練センターをオープンした。同センターは、厚生労働省から委託されて、運転免許を取得し就職しようとする身体障害者のための教習費無料の訓練センターであった。
1984年に埼玉県公安委員会の指定教習所となる。1986年より健常者の教習を開始。1993年には身体障害者の入所生が累計1万人を超えた。
（出典・あずまえん沿革）

## 教習内容
教習車種は普通車一種（AT・MT）と準中型車。他の公安委員会指定教習所と同じ、いわゆる公認の教習所で、実地試験が免除となる。

### 健常者
通学と合宿のプランがあるが、新座市に住民票がある者は合宿教習は不可能である。

### 身体障害者
身体障害者向けには、技能教習は卒業まで完全マンツーマン、スケジュールを教習生の都合で調整する身体障害者用通学専用プランが用意されている。教習車は身障者用の改造車両・装置が多数用意されている。
随時入校できる有料コースの「教習生」のほかに、厚生労働省の委託を受けての職業訓練として「身体障害者運転能力開発訓練センター」に入所し教習費用が無料となる「訓練生」があったが、訓練生は2025年現在受け入れていない。
訓練生は、年間で4半期ごと（4月・7月・10月・1月）に15名の定員で募集していた。身体障害者手帳所持、職業安定所での求職登録、訓練センターの承認の条件があった。3ヶ月間、定休日（月曜日）を除く毎日出席が原則必要であった。教習費用は、検定料などの他は国と東厚生会の助成により無料で、寮に泊まる場合も食費以外は無料であった。

### 教習車両
トヨタプリウス、トヨタ教習車（カローラアクシオ）が主体。身体障害者用の手動装置付き車両（ブルーバードシルフィ）などもある。